# Bơi lội tại Đại hội Thể thao châu Á 2022
Bơi lội tại Đại hội Thể thao châu Á 2022 được tổ chức tại Trung tâm thể thao dưới nước của Công viên thể thao Olympic Hàng Châu trong Sân vận động Công viên Thể thao Hàng Châu, Hàng Châu, Trung Quốc, từ ngày 24 đến ngày 29 tháng 9 năm 2023.

## Lịch thi đấu
| H | Heats | F | Chung kết |

| ND↓/Ngày →                    | 24/9 CN | 24/9 CN | 25/9 Thứ 2 | 25/9 Thứ 2 | 26/9 Thứ 3 | 26/9 Thứ 3 | 27/9 Thứ 4 | 27/9 Thứ 4 | 28/9 Thứ 5 | 28/9 Thứ 5 | 29/9 Thứ 6 | 29/9 Thứ 6 |
| ----------------------------- | ------- | ------- | ---------- | ---------- | ---------- | ---------- | ---------- | ---------- | ---------- | ---------- | ---------- | ---------- |
| Nam 50 m bơi tự do            |         |         | H          | F          |            |            |            |            |            |            |            |            |
| Nam 100 m bơi tự do           | H       | F       |            |            |            |            |            |            |            |            |            |            |
| Nam 200 m bơi tự do           |         |         |            |            |            |            | H          | F          |            |            |            |            |
| Nam 400 m bơi tự do           |         |         |            |            |            |            |            |            |            |            | H          | F          |
| Nam 800 m bơi tự do           |         |         |            |            |            |            |            |            | F          | F          |            |            |
| Nam 1500 m bơi tự do          |         |         |            |            | F          | F          |            |            |            |            |            |            |
| Nam 50 m backstroke           |         |         | H          | F          |            |            |            |            |            |            |            |            |
| Nam 100 m backstroke          | H       | F       |            |            |            |            |            |            |            |            |            |            |
| Nam 200 m backstroke          |         |         |            |            |            |            |            |            |            |            | H          | F          |
| Nam 50 m breaststroke         |         |         |            |            |            |            |            |            |            |            | H          | F          |
| Nam 100 m breaststroke        |         |         | H          | F          |            |            |            |            |            |            |            |            |
| Nam 200 m breaststroke        |         |         |            |            |            |            |            |            | H          | F          |            |            |
| Nam 50 m butterfly            |         |         |            |            |            |            |            |            | H          | F          |            |            |
| Nam 100 m butterfly           |         |         |            |            |            |            | H          | F          |            |            |            |            |
| Nam 200 m butterfly           |         |         |            |            |            |            |            |            |            |            | H          | F          |
| Nam 200 m individual medley   | H       | F       |            |            |            |            |            |            |            |            |            |            |
| Nam 400 m individual medley   |         |         |            |            | H          | F          |            |            |            |            |            |            |
| Nam 4 × 100 m freestyle relay |         |         |            |            |            |            |            |            | H          | F          |            |            |
| Nam 4 × 200 m freestyle relay |         |         | H          | F          |            |            |            |            |            |            |            |            |
| Nam 4 × 100 m medley relay    |         |         |            |            | H          | F          |            |            |            |            |            |            |
| Nữ 50 m bơi tự do             |         |         |            |            |            |            |            |            | H          | F          |            |            |
| Nữ 100 m bơi tự do            |         |         |            |            | H          | F          |            |            |            |            |            |            |
| Nữ 200 m bơi tự do            |         |         | H          | F          |            |            |            |            |            |            |            |            |
| Nữ 400 m bơi tự do            |         |         |            |            | H          | F          |            |            |            |            |            |            |
| Nữ 800 m bơi tự do            |         |         |            |            |            |            |            |            |            |            | F          | F          |
| Nữ 1500 m bơi tự do           | F       | F       |            |            |            |            |            |            |            |            |            |            |
| Nữ 50 m backstroke            |         |         | H          | F          |            |            |            |            |            |            |            |            |
| Nữ 100 m backstroke           |         |         |            |            |            |            | H          | F          |            |            |            |            |
| Nữ 200 m backstroke           |         |         |            |            | H          | F          |            |            |            |            |            |            |
| Nữ 50 m breaststroke          | H       | F       |            |            |            |            |            |            |            |            |            |            |
| Nữ 100 m breaststroke         |         |         |            |            |            |            | H          | F          |            |            |            |            |
| Nữ 200 m breaststroke         |         |         |            |            |            |            |            |            | H          | F          |            |            |
| Nữ 50 m butterfly             |         |         |            |            |            |            |            |            |            |            | H          | F          |
| Nữ 100 m butterfly            |         |         |            |            |            |            | H          | F          |            |            |            |            |
| Nữ 200 m butterfly            | H       | F       |            |            |            |            |            |            |            |            |            |            |
| Nữ 200 m individual medley    |         |         | H          | F          |            |            |            |            |            |            |            |            |
| Nữ 400 m individual medley    |         |         |            |            |            |            | H          | F          |            |            |            |            |
| Nữ 4 × 100 m freestyle relay  | H       | F       |            |            |            |            |            |            |            |            |            |            |
| Nữ 4 × 200 m freestyle relay  |         |         |            |            |            |            |            |            | H          | F          |            |            |
| Nữ 4 × 100 m medley relay     |         |         |            |            |            |            |            |            |            |            | H          | F          |
| Mixed 4 × 100 m medley relay  |         |         |            |            |            |            | H          | F          |            |            |            |            |

## Danh sách huy chương
Nguồn:

### Nam
| Nội dung                  | Vàng | Vàng                        | Bạc | Bạc        | Đồng | Đồng     |
| ------------------------- | --- | --------------------------- | --- | ---------- | --- | -------- |
| 50 m bơi tự do            | Ji Yu-chan · Hàn Quốc | 21.72 Bản mẫu:AsianGR, NR   | Ian Yentou Ho · Hồng Kông | 21.87      | Pan Zhanle · Trung Quốc | 21.92    |
| 100 m bơi tự do           | Pan Zhanle · Trung Quốc | 46.97 Bản mẫu:AsianR        | Wang Haoyu · Trung Quốc | 48.02      | Hwang Sun-woo · Hàn Quốc | 48.04    |
| 200 m bơi tự do           | Hwang Sun-woo · Hàn Quốc | 1:44.40 Bản mẫu:AsianGR, NR | Pan Zhanle · Trung Quốc | 1:45.28    | Lee Ho-joon · Hàn Quốc | 1:45.56  |
| 400 m bơi tự do           | Kim Woo-min · Hàn Quốc | 3:44.36                     | Pan Zhanle · Trung Quốc | 3:48.81    | Nguyễn Huy Hoàng · Việt Nam | 3:49.16  |
| 800 m bơi tự do           | Kim Woo-min · Hàn Quốc | 7:46.03 Bản mẫu:AsianGR, NR | Fei Liwei · Trung Quốc | 7:49.90    | Nguyễn Huy Hoàng · Việt Nam | 7:51.44  |
| 1500 m bơi tự do          | Fei Liwei · Trung Quốc | 14.55.47                    | Kim Woo-min · Hàn Quốc | 15.01.07   | Shogo Takeda · Nhật Bản | 15.03.29 |
|                           | |                             | |            | |          |
| 50 m bơi ngửa             | Xu Jiayu · Trung Quốc | 24.38 NR                    | Wang Gukailai · Trung Quốc | 24.88      | Ryosuke Irie · Nhật Bản | 25.15    |
| 100 m backstroke          | Xu Jiayu · Trung Quốc | 52.23 Bản mẫu:AsianGR       | Ryosuke Irie · Nhật Bản | 53.46      | Lee Ju-ho · Hàn Quốc | 53.54    |
| 200 m backstroke          | Xu Jiayu · Trung Quốc | 1:55.37                     | Lee Ju-ho · Hàn Quốc | 1:56.54 NR | Hidekazu Takehara · Nhật Bản | 1:57.63  |
|                           | |                             | |            | |          |
| 50 m breaststroke         | Qin Haiyang · Trung Quốc | 26.35                       | Sun Jiajun · Trung Quốc | 26.92      | Choi Dong-yeol · Hàn Quốc | 26.93    |
| 100 m breaststroke        | Qin Haiyang · Trung Quốc | 57.76 Bản mẫu:AsianGR       | Yan Zibei · Trung Quốc | 59.09      | Choi Dong-yeol · Hàn Quốc | 59.28 NR |
| 200 m breaststroke        | Qin Haiyang · Trung Quốc | 2:07.03 Bản mẫu:AsianGR     | Dong Zhihao · Trung Quốc | 2:08.67    | Watanabe Ippei · Nhật Bản | 2:09.91  |
|                           | |                             | |            | |          |
| 50 m butterfly            | Baek In-chul · Hàn Quốc | 23.29 Bản mẫu:AsianGR       | Teong Tzen Wei · Singapore | 23.34      | Adilbek Mussin · Kazakhstan | 23.44    |
| 100 m butterfly           | Katsuhiro Matsumoto · Nhật Bản | 51.13                       | Wang Changhao · Trung Quốc | 51.24      | Adilbek Mussin · Kazakhstan | 51.86    |
| 200 m butterfly           | Tomoru Honda · Nhật Bản | 1:53.15 Bản mẫu:AsianGR     | Wang Kuan-hung · Đài Bắc Trung Hoa | 1:54.53    | Chen Juner · Trung Quốc | 1:56.04  |
|                           | |                             | |            | |          |
| 200 m individual medley   | Wang Shun · Trung Quốc | 1:54.62 Bản mẫu:AsianR      | Qin Haiyang · Trung Quốc | 1:57.41    | Daiya Seto · Nhật Bản | 1:58.35  |
| 400 m individual medley   | Tomoru Honda · Nhật Bản | 4:11.40                     | Daiya Seto · Nhật Bản | 4:12.88    | Wang Shun · Trung Quốc | 4:15.12  |
|                           | |                             | |            | |          |
| 4 × 100 m freestyle relay | Trung Quốc · Pan Zhanle (47.06) · Chen Juner (48.00) · Hong Jinquan (48.27) · Wang Haoyu (47.55) · Wang Shun[a] · Wang Changhao[a] · Yang Jintong[a]                           | 3:10.88 Bản mẫu:AsianR      | Hàn Quốc · Ji Yu-chan (48.90) · Lee Ho-joon (47.79) · Kim Ji-hun (48.66) · Hwang Sun-woo (47.61) · Yang Jae-hoon[a] · Lee Yoo-yeon[a] · Kim Young-beom[a]    | 3:12.96 NR | Nhật Bản · Katsumi Nakamura (48.75) · Katsuhiro Matsumoto (47.97) · Taikan Tanaka (48.82) · Tomonobu Gomi (48.72) · Shinri Shioura[a]                    | 3:14.26  |
| 4 × 200 m freestyle relay | Hàn Quốc · Yang Jae-hoon (1:46.83) · Lee Ho-joon (1:45.36) · Kim Woo-min (1:44.50) · Hwang Sun-woo (1:45.04) · Lee Yoo-yeon[a] · Kim Gun-woo[a]                                | 7:01.73 Bản mẫu:AsianR      | Trung Quốc · Wang Shun (1:45.96) · Niu Guangsheng (1:46.68) · Wang Haoyu (1:45.99) · Pan Zhanle (1:44.77) · Fei Liwei[a] · Hong Jinquan[a] · Zhang Ziyang[a] | 7:03.40 NR | Nhật Bản · Hidenari Mano (1:47.11) · Tomoru Honda (1:45.59) · Taikan Tanaka (1:48.00) · Katsuhiro Matsumoto (1:45.59) · So Ogata[a]                      | 7:06.29  |
| 4 × 100 m medley relay    | Trung Quốc · Xu Jiayu (52.05) Bản mẫu:AsianGR · Qin Haiyang (57.63) · Wang Changhao (50.68) · Pan Zhanle (46.65) · Wang Shun[a] · Yan Zibei[a] · Sun Jiajun[a] · Wang Haoyu[a] | 3:27.01 Bản mẫu:AsianR      | Hàn Quốc · Lee Ju-ho (53.54) · Choi Dong-yeol (59.12) · Kim Young-beom (51.76) · Hwang Sun-woo (47.63) · Cho Sung-jae[a] · Kim Ji-hun[a] · Lee Ho-joon[a]    | 3:32.05 NR | Nhật Bản · Ryosuke Irie (53.71) · Yuya Hinomoto (59.72) · Katsuhiro Matsumoto (50.93) · Katsumi Nakamura (48.16) · Daiki Yanagawa[a] · Naoki Mizunuma[a] | 3:32.52  |

a  Swimmers who participated in the heats only and received medals.

### Nữ
| Nội dung                  | Vàng | Vàng                     | Bạc | Bạc      | Đồng | Đồng        |
| ------------------------- | --- | ------------------------ | --- | -------- | --- | ----------- |
| 50 m bơi tự do            | Zhang Yufei · Trung Quốc | 24.26 Bản mẫu:AsianGR    | Siobhán Haughey · Hồng Kông | 24.34    | Cheng Yujie · Trung Quốc | 24.60       |
| 100 m bơi tự do           | Siobhán Haughey · Hồng Kông | 52.17 Bản mẫu:AsianR     | Yang Junxuan · Trung Quốc | 53.11    | Cheng Yujie · Trung Quốc | 53.91       |
| 200 m bơi tự do           | Siobhán Haughey · Hồng Kông | 1:54.12 Bản mẫu:AsianGR  | Li Bingjie · Trung Quốc | 1:56.00  | Liu Yaxin · Trung Quốc | 1:56.43     |
| 400 m bơi tự do           | Li Bingjie · Trung Quốc | 4:01.96 Bản mẫu:AsianGR  | Ma Yonghui · Trung Quốc | 4:05.68  | Waka Kobori · Nhật Bản | 4:07.81     |
| 800 m bơi tự do           | Li Bingjie · Trung Quốc | 8:20.01                  | Waka Kobori · Nhật Bản | 8:28.78  | Yang Peiqi · Trung Quốc | 8:35.47     |
| 1500 m bơi tự do          | Li Bingjie · Trung Quốc | 15:51.18 Bản mẫu:AsianGR | Gao Weizhong · Trung Quốc | 16:05.73 | Yukimi Moriyama · Nhật Bản | 16:17.78    |
|                           | |                          | |          | |             |
| 50 m backstroke           | Wang Xueer · Trung Quốc | 27.35                    | Wan Letian · Trung Quốc | 27.41    | Miki Takahashi · Nhật Bản | 28.21       |
| 100 m backstroke          | Wan Letian · Trung Quốc | 59.38                    | Wang Xueer · Trung Quốc | 59.52    | Lee Eun-ji · Hàn Quốc | 1:00.03 =NR |
| 200 m backstroke          | Peng Xuwei · Trung Quốc | 2:07.28                  | Liu Yaxin · Trung Quốc | 2:08.70  | Lee Eun-ji · Hàn Quốc | 2:09.75     |
|                           | |                          | |          | |             |
| 50 m breaststroke         | Tang Qianting · Trung Quốc | 29.96                    | Satomi Suzuki · Nhật Bản | 30.14 NR | Siobhán Haughey · Hồng Kông | 30.36 NR    |
| 100 m breaststroke        | Reona Aoki · Nhật Bản | 1:06.81                  | Satomi Suzuki · Nhật Bản | 1:06.95  | Yang Chang · Trung Quốc | 1:07.01     |
| 200 m breaststroke        | Ye Shiwen · Trung Quốc | 2:23.84                  | Kwon Se-hyun · Hàn Quốc | 2:26.31  | Runa Imai · Nhật Bản | 2:26.41     |
|                           | |                          | |          | |             |
| 50 m butterfly            | Zhang Yufei · Trung Quốc | 25.10 Bản mẫu:AsianGR    | Yu Yiting · Trung Quốc | 25.71    | Rikako Ikee · Nhật Bản | 26.02       |
| 100 m butterfly           | Zhang Yufei · Trung Quốc | 55.86 Bản mẫu:AsianGR    | Ai Soma · Nhật Bản | 57.57    | Wang Yichun · Trung Quốc | 57.83       |
| 200 m butterfly           | Zhang Yufei · Trung Quốc | 2:05.57 Bản mẫu:AsianGR  | Yu Liyan · Trung Quốc | 2:08.31  | Hiroko Makino · Nhật Bản | 2:09.22     |
|                           | |                          | |          | |             |
| 200 m individual medley   | Yu Yiting · Trung Quốc | 2:07.75 Bản mẫu:AsianGR  | Ye Shiwen · Trung Quốc | 2:10.34  | Kim Seo-yeong · Hàn Quốc | 2:10.36     |
| 400 m individual medley   | Yu Yiting · Trung Quốc | 4:35.44                  | Ageha Tanigawa · Nhật Bản | 4:35.65  | Mio Narita · Nhật Bản | 4:38.77     |
|                           | |                          | |          | |             |
| 4 × 100 m freestyle relay | Trung Quốc · Yang Junxuan (53.86) · Cheng Yujie (53.07) · Wu Qingfeng (53.84) · Zhang Yufei (53.19) · Li Bingjie[b] · Yu Yiting[b] · Liu Yaxin[b]       | 3:33.96 Bản mẫu:AsianGR  | Nhật Bản · Nagisa Ikemoto (54.59) · Chihiro Igarashi (54.93) · Rikako Ikee (54.66) · Rio Shirai (54.30)                                                   | 3:38.48  | Hồng Kông · Camille Cheng (56.11) · Siobhán Haughey (51.92) · Tam Hoi Lam (55.66) · Stephanie Au (55.41) · Natalie Kan[b]                                                             | 3:39.10 NR  |
| 4 × 200 m freestyle relay | Trung Quốc · Liu Yaxin (1:56.45) · Cheng Yujie (1:58.56) · Li Bingjie (1:56.14) · Li Jiaping (1:58.19) · Wu Qingfeng[b] · Ge Chutong[b] · Yang Peiqi[b] | 7:49.34                  | Nhật Bản · Rio Shirai (1:59.28) · Nagisa Ikemoto (1:57.73) · Waka Kobori (1:59.00) · Miyu Namba (1:59.92) · Mio Narita[b] · Hiroko Makino[b]              | 7:55.93  | Hàn Quốc · Kim Seo-yeong (1:59.43) · Hur Yeon-kyung (1:58.64) · Park Su-jin (2:01.32) · Han Da-kyung (2:00.72) · Lee Eun-ji[b] · Jeong So-eun[b]                                      | 8:00.11     |
| 4 × 100 m medley relay    | Nhật Bản · Miki Takahashi (1:00.80) · Reona Aoki (1:06.21) · Ai Soma (57.28) · Nagisa Ikemoto (53.38) · Hiroko Makino[b]                                | 3:57.67                  | Hàn Quốc · Lee Eun-ji (1:00.68) · Ko Ha-ru (1:08.42) · Kim Seo-yeong (57.41) · Hur Yeon-kyung (53.62) · Kim Hye-jin[b] · Park Su-jin[b] · Jeong So-eun[b] | 4:00.13  | Hồng Kông · Stephanie Au (1:00.74) · Siobhán Haughey (1:06.03) · Natalie Kan (59.89) · Tam Hoi Lam (55.06) · Cindy Cheung[b] · Hoi Kiu Lam[b] · Hoi Ching Yeung[b] · Camille Cheng[b] | 4:01.72     |

b  Swimmers who participated in the heats only and received medals.

### Mixed
| Event                  | Vàng | Vàng                   | Bạc | Bạc     | Đồng | Đồng       |
| ---------------------- | --- | ---------------------- | --- | ------- | --- | ---------- |
| 4 × 100 m medley relay | Trung Quốc · Xu Jiayu (51.91) · Qin Haiyang (57.25) · Zhang Yufei (56.05) · Yang Junxuan (52.52) · Wang Shun[c] · Yan Zibei[c] · Wang Yichun[c] · Cheng Yujie[c] | 3:37.73 Bản mẫu:AsianR | Nhật Bản · Ryosuke Irie (53.64) · Yuya Hinomoto (59.50) · Ai Soma (57.78) · Nagisa Ikemoto (53.72) · Hidekazu Takehara[c] · Ippei Watanabe[c] · Hiroko Makino[c] | 3:44.64 | Hàn Quốc · Lee Eun-ji (1:01.37) · Choi Dong-yeol (59.69) · Kim Seo-yong (57.39) · Hwang Sun-woo (48.33) · Lee Ju-ho[c] · Hur Yeon-kyung[c] | 3:46.78 NR |

c  Swimmers who participated in the heats only and received medals.

## Bảng tổng sắp huy chương
Nguồn:
| Hạng               | Đoàn               | Vàng | Bạc | Đồng | Tổng số |
| ------------------ | ------------------ | ---- | --- | ---- | ------- |
| 1                  | Trung Quốc         | 28   | 21  | 9    | 58      |
| 2                  | Hàn Quốc           | 6    | 6   | 10   | 22      |
| 3                  | Nhật Bản           | 5    | 10  | 15   | 30      |
| 4                  | Hồng Kông          | 2    | 2   | 3    | 7       |
| 5                  | Đài Bắc Trung Hoa  | 0    | 1   | 0    | 1       |
| 5                  | Singapore          | 0    | 1   | 0    | 1       |
| 7                  | Kazakhstan         | 0    | 0   | 2    | 2       |
| 7                  | Việt Nam           | 0    | 0   | 2    | 2       |
| Tổng số (8 đơn vị) | Tổng số (8 đơn vị) | 41   | 41  | 41   | 123     |

## Quốc gia tham dự
37 quốc gia tranh tài tại Đại hội Thể thao châu Á 2022:
- Afghanistan (1)
- Bangladesh (2)
- Bhutan (2)
- Campuchia (4)
- Trung Quốc (40)
- CHDCND Triều Tiên (2)
- Hồng Kông (37)
- Ấn Độ (21)
- Indonesia (7)
- Iran (4)
- Nhật Bản (38)
- Kazakhstan (6)
- Hàn Quốc (24)
- Kuwait (4)
- Kyrgyzstan (2)
- Lào (5)
- Liban (1)
- Ma Cao (10)
- Malaysia (7)
- Maldives (8)
- Mông Cổ (29)
- Nepal (4)
- Oman (2)
- Pakistan (7)
- Palestine (4)
- Philippines (8)
- Qatar (7)
- Singapore (22)
- Sri Lanka (3)
- Đài Bắc Trung Hoa (8)
- Tajikistan (8)
- Thái Lan (20)
- Đông Timor (2)
- Turkmenistan (3)
- UAE (4)
- Uzbekistan (3)
- Việt Nam (10)